# Danh sách trường trung học phổ thông tại Thanh Hóa
Dưới đây là danh sách các trường Trung học phổ thông tại Thanh Hóa, danh sách này bao gồm các trường công lập và trường tư thục, cập nhật đến năm học 2019-2020.

## Danh sách
| Tên chính thức                                        | Địa bàn      | Điện thoại      |
| ----------------------------------------------------- | ------------ | --------------- |
| 1. Trung học phổ thông Bỉm Sơn                        | TX Bỉm Sơn   | 0237.3824.425   |
| 2. Trung học phổ thông Lê Hồng Phong                  | TX Bỉm Sơn   | 0237.3824.920   |
| 3. Trung học phổ thông Bá́ Thước                       | Bá Thước     | 0237.3880.592   |
| 4. Trung học cơ sở và Trung học phổ thông Bá́ Thước    | Bá Thước     | 0237.3582.035   |
| 5. Trung học phổ thông Hà Văn Mao                     | Bá Thước     | 0237.3584.046   |
| 6. Trung học phổ thông Cẩm Thủy 1                     | Cẩm Thủy     | 0237.3876.029   |
| 7. Trung học phổ thông Cẩm Thủy 2                     | Cẩm Thủy     | 0237.3529.101   |
| 8. Trung học phổ thông Cẩm Thủy 3                     | Cẩm Thủy     | 0237.3528.337   |
| 9. Trung học phổ thông Đông Sơn 1                     | Đông Sơn     | 0237.3691.650   |
| 10. Trung học phổ thông Đông Sơn 2                    | Đông Sơn     | 0237.3693.228   |
| 11. Trung học phổ thông Nguyễn Mộng Tuân              | Đông Sơn     | 0237.3690.242   |
| 12. Trung học phổ thông Lương Đắc Bằng                | Hoằng Hoá    | 0237.3865.309   |
| 13. Trung học phổ thông Hoằng Hoá 2                   | Hoằng Hoá    | 0237.3866.433   |
| 14. Trung học phổ thông Hoằng Hoá 3                   | Hoằng Hoá    | 0237.3642.339   |
| 15. Trung học phổ thông Hoằng Hoá 4                   | Hoằng Hoá    | 0237.3640.319   |
| 16. Trung học phổ thông Hoằng Hoá                     | Hoằng Hoá    |                 |
| 17. Trung học phổ thông Hậu Lộc 1                     | Hậu Lộc      | 0237.3645.103   |
| 18. Trung học phổ thông Hậu Lộc 2                     | Hậu Lộc      | 0237.3636.050   |
| 19. Trung học phổ thông Hậu Lộc 3                     | Hậu Lộc      | 0237.3633.582   |
| 20. Trung học phổ thông Hậu Lộc 4                     | Hậu Lộc      | 0237.3632.347   |
| 21. Trung học phổ thông Hà Trung                      | Hà Trung     | 0237.3787.336   |
| 22. Trung học phổ thông Hoàng Lệ Kha                  | Hà Trung     | 0237.3624.524   |
| 23. Trung học phổ thông Lang Chánh                    | Lang Chánh   | 0237.3874.445   |
| 24. Trung học phổ thông Mường Lát                     | Mường Lát    | 0237.3099237284 |
| 25. Trung học phổ thông Nông Cống 1                   | Nông Cống    | 0237.3839.105   |
| 26. Trung học phổ thông Nông Cống 2                   | Nông Cống    | 0237.3838.505   |
| 27. Trung học phổ thông Nông Cống 3                   | Nông Cống    | 0237.3685.007   |
| 28. Trung học phổ thông Nông Cống 4                   | Nông Cống    | 0237.3687.029   |
| 29. Trung học phổ thông Nông Cống                     | Nông Cống    | 0237.3838.666   |
| 30. Trung học phổ thông Ngọc Lặc                      | Ngọc Lặc     | 0237.3871.221   |
| 31. Trung học phổ thông Dân tộc nội trú Ngọc Lặc      | Ngọc Lặc     |                 |
| 32. Trung học phổ thông Lê Lai                        | Ngọc Lặc     | 0237.3574.059   |
| 33. Trung học phổ thông Bắc Sơn                       | Ngọc Lặc     |                 |
| 34. Trung học phổ thông Ba Đình                       | Nga Sơn      | 0237.3872.183   |
| 35. Trung học phổ thông Mai Anh Tuấn                  | Nga Sơn      | 0237.3653.628   |
| 36. Trung học phổ thông Nga Sơn                       | Nga Sơn      | 0237.3651.924   |
| 37. Trung học phổ thông Như Thanh                     | Như Thanh    | 0237.3848.450   |
| 38. Trung học phổ thông Như Thanh 2                   | Như Thanh    | 0237.3848.740   |
| 39. Trung học cơ sở và Trung học phổ thông Như Thanh  | Như Thanh    |                 |
| 40. Trung học phổ thông Như Xuân                      | Như Xuân     | 0237.3878.091   |
| 41. Trung học phổ thông Như Xuân 2                    | Như Xuân     | 0237.3848.740   |
| 42. Trung học cơ sở và Trung học phổ thông Như Xuân   | Như Xuân     |                 |
| 43. Trung học phổ thông Quan Hoá                      | Quan Hoá     | 0237.3875.091   |
| 44. Trung học cơ sở và Trung học phổ thông Quan Hoá   | Quan Hóa     |                 |
| 45. Trung học phổ thông Quan Sơn                      | Quan Sơn     | 0237.3590.097   |
| 46. Trung học cơ sở và Trung học phổ thông Quan Sơn   | Quan Sơn     |                 |
| 47. Trung học phổ thông Quảng Xương 1                 | Quảng Xương  | 0237.3863.039   |
| 48. Trung học phổ thông Quảng Xương 2                 | Quảng Xương  | 0237.3676.062   |
| 49. Trung học phổ thông Quảng Xương 4                 | Quảng Xương  | 0237.3734.197   |
| 50. Trung học phổ thông Đặng Thai Mai                 | Quảng Xương  | 0237.3670.862   |
| 51. Trung học phổ thông Dân lập Nguyễn Huệ ̣           | Quảng Xương  | 0237.3913.617   |
| 52. Trung học phổ thông Sầm Sơn                       | TP Sầm Sơn   | 0237.3821.455   |
| 53. Trung học phổ thông Nguyễn Thị Lợi                | TP Sầm Sơn   | 0237.3821.457   |
| 54. Trung học phổ thông Chu Văn An                    | TP Sầm Sơn   | 0237.3675.751   |
| 55. Trung học phổ thông Tĩnh Gia 1                    | Nghi Sơn     | 0237.3861.178   |
| 56. Trung học phổ thông Tĩnh Gia 2                    | Nghi Sơn     | 0237.3619.499   |
| 57. Trung học phổ thông Tĩnh Gia 3                    | Nghi Sơn     | 0237.3862.545   |
| 58. Trung học phổ thông Tĩnh Gia 4                    | Nghi Sơn     | 0237.3218.100   |
| 59. Trung học cơ sở và Trung học phổ thông Nghi Sơn   | Nghi Sơn     |                 |
| 60. Trung học phổ thông Lê Văn Hưu                    | Thiệu Hóa    | 0237.3829.026   |
| 61. Trung học phổ thông Thiệu Hoá                     | Thiệu Hoá    | 0237.3842.643   |
| 62. Trung học phổ thông Nguyễn Quán Nho               | Thiệu Hoá    | 0237.3512.032   |
| 63. Trung học phổ thông Dân tộc Nội trú Thanh Hóa     | TP Thanh Hoá | 0237.3910.068   |
| 64. Trung học phổ thông Chuyên Lam Sơn                | TP Thanh Hoá | 0237.3756.605   |
| 65. Trung học phổ thông Đào Duy Từ                    | TP Thanh Hoá | 0237.3852.882   |
| 66. Trung học phổ thông Hàm Rồng                      | TP Thanh Hoá | 0237.3752.708   |
| 67. Trung học phổ thông Nguyễn Trãi                   | TP Thanh Hoá | 0237.3856.805   |
| 68. Trung học phổ thông Tô Hiến Thành                 | TP Thanh Hoá | 0237.3911.544   |
| 69. Trung học phổ thông Lý Thường Kiệt                | TP Thanh Hoá | 0237.3722.789   |
| 70. Trung học phổ thông Trường Thi                    | TP Thanh Hoá |                 |
| 71. Trung học phổ thông Nguyễn Huệ                    | TP Thanh Hoá |                 |
| 72. Trung học phổ thông Đào Duy Anh                   | TP Thanh Hoá | 0237.3852.156   |
| 73. phổ thông Đông Bắc Ga                             | TP Thanh Hoá |                 |
| 74. phổ thông Nobel                                   | TP Thanh Hoá |                 |
| 75. Trung học phổ thông Triệu Sơn 1                   | Triệu Sơn    | 0237.3867.442   |
| 76. Trung học phổ thông Triệu Sơn 2                   | Triệu Sơn    | 0237.3862.272   |
| 77. Trung học phổ thông Triệu Sơn 3                   | Triệu Sơn    | 0237.3560.794   |
| 78. Trung học phổ thông Triệu Sơn 4                   | Triệu Sơn    | 0237.3565.006   |
| 79. Trung học phổ thông Triệu Sơn 5                   | Triệu Sơn    | 0237.3563.066   |
| 80. Trung học phổ thông Triệu Sơn                     | Triệu Sơn    | 0237.3868.046   |
| 81. Trung học phổ thông Thạch Thành 1                 | Thạch Thành  | 0237.3877.038   |
| 82. Trung học phổ thông Thạch Thành 2                 | Thạch Thành  | 0237.3889.510   |
| 83. Trung học phổ thông Thạch Thành 3                 | Thạch Thành  | 0237.3847.430   |
| 84. Trung học phổ thông Thạch Thành 4                 | Thạch Thành  |                 |
| 85. Trung học phổ thông Lê Lợi                        | Thọ Xuân     | 0237.3833.332   |
| 86. Trung học phổ thông Lê Hoàn                       | Thọ Xuân     | 0237.3539.022   |
| 87. Trung học phổ thông Lam Kinh                      | Thọ Xuân     | 0237.3834.232   |
| 88. Trung học phổ thông Thọ Xuân 4                    | Thọ Xuân     | 0237.3539.327   |
| 89. Trung học phổ thông Thọ Xuân 5                    | Thọ Xuân     | 0237.3534.200   |
| 90. Trung học phổ thông Cầm Bá Thước                  | Thường Xuân  | 0237.3873.683   |
| 91. Trung học phổ thông Thường Xuân 2                 | Thường Xuân  | 0237.3554.025   |
| 92. Trung học phổ thông Thường Xuân 3                 | Thường Xuân  |                 |
| 93. Trung học phổ thông Vĩnh Lộc                      | Vĩnh Lộc     | 0237.3870.034   |
| 94. Trung học phổ thông Tống Duy Tân                  | Vĩnh Lộc     | 0237.3840.264   |
| 95. Trung học phổ thông Yên Định 1                    | Yên Định     | 0237.3869.861   |
| 96. Trung học phổ thông Yên Định 2                    | Yên Định     | 0237.3843.002   |
| 97. Trung học phổ thông Yên Định 3                    | Yên Định     | 0237.3843.153   |
| 98. Trung học cơ sở và Trung học phổ thông Thống Nhất | Yên Định     | 0237.3514.200   |

## Thay đổi
Trong năm học 2018 - 2019 có 5 trường Trung học phổ thông giải thể, sáp nhập gồm: THPT Đinh Chương Dương, Lê Văn Linh, Triệu Sơn 6, Trần Khát Chân, Tĩnh Gia 5. Năm học 2019 - 2020, tỉnh Thanh Hóa và ngành giáo dục thực hiện giải thể, sáp nhập 8 trường Trung học phổ thông trên địa bàn, gồm: Trần Ân Chiêm (Yên Định), Dương Đình Nghệ (Thiệu Hóa), Triệu Thị Trinh (Nông Cống), Trần Phú (Nga Sơn), Nguyễn Hoàng (Hà Trung), Lê Viết Tạo, Lưu Đình Chất (Hoằng Hóa), Nguyễn Xuân Nguyên (Quảng Xương).